# D'Artacan y los Tres Mosqueperros
D'Artacan y los Tres Mosqueperros ou Wanwan Sanjushi (ワンワン三銃士) é uma série de animação baseada no livro Os Três Mosqueteiros de Alexandre Dumas mas com um caráter cômico. Os personagens são representados por animais (na maioria cães).
A série foi produzida pelos estúdios da BRB Internacional S.A. (Espanha) e realizada pela Nippon Animation (Japão), e estreou em 1981 no Japão na Espanha no ano seguinte. Em 1984, a série estreou na França com os nomes: Les Trois Mousquetaires ou normalmente D'Artagnan et les Trois Mousquetaires. Em 1985, a série estreou no Reino Unido com o nome de Dogtanian and The Three Muskehounds. Em 2021, Apolo Films (estúdio de cinema da BRB International) e Cosmos Maya lançaram um longa-metragem CGI intitulado D'Artacán y los Tres Mosqueperros nos cinemas.